# Пилот (Готэм)
«Пило́т» (англ. Pilot) — первый эпизод первого сезона американского телесериала «Готэм». «Пилот» был срежиссирован Дэнни Кэнноном по сценарию Бруно Хеллера.

## Сюжет
Селина Кайл (Камрен Бикондова) идёт по улице Готэма. Украв пачку молока и выудив у мужчины бумажник, она прячется в переулке. Сидя на пожарной лестнице, она замечает Томаса Уэйна (Грэйсон Маккоч) и Марту Уэйн (Брэтт Тейлор) вместе с их сыном Брюсом (Давид Мазуз) проходящих мимо. Уэйны — состоятельная и очень влиятельная семья предпринимателей. Вместе они возвращаютя с позднего киносеанса. Неожиданно появившийся грабитель направляет на семью оружие, и требует отдать все ценности. После того, как Уэйны выполняют его просьбу, преступник убивает Томаса и Марту, после чего бежит прочь. Осиротевший Брюс плачет над телами своих родителей.
Детектив-новобранец Джеймс Гордон (Бен Маккензи) вместе с его коллегой Харви Буллоком (Донал Лог) посланы расследовать убийство Уэйнов. Во время разговора с Брюсом, Джим Гордон обещает тому отыскать виновного. Альфред Пенниуорт (Шон Пертви), дворецкий и новый опекун мальчика, забирает его домой.
Расследуя произошедшее, детективы посещают бар криминального авторитета Фиш Муни (Джада Пинкетт-Смит), близкой к главе крупнейшего готэмского клана мафии — Дону Фальконе (Джон Доман).
На следующий день напарники допрашивают главного подозреваемого по делу — бывшего преступника Марио Пеппера (Дэниел Стюарт Шерман). Во время допроса Марио сбегает, детективы бросаются в погоню. Пеппер чуть было не лишает Гордона жизни, однако Буллок вовремя успевает пристрелить беглеца. Во время обыска в его квартире, полиция обнаруживает ожерелье Марты Уэйн, после чего Марио признаётся виновным, и дело закрывается. По возвращении в полицейский участок, Гордона и Буллока встречают как героев. Брюс Уэйн благодарит Джима за выполненное обещание.
Освальд «Пингвин» Кобблпотт (Робин Лорд Тейлор), подчинённый Фиш Муни, «стучит» Рене Монтойе (Виктория Картагена) и Криспусу Аллену (Эндрю Стюарт-Джонс), что Пеппер был ею подставлен, и на деле не является убийцей Томаса и Марты Уэйн. Монтойя считает Гордона коррумпированным копом, и во что бы то ни стало, желает привлечь его к ответственности.
Узнав, что Пеппер невиновен, Джеймс Гордон сразу же идёт к Фиш Муни, после чего та его похищает. Харви Буллок мчится вызволять напарника, однако его настигает та же участь. От смерти полицейских спасает лично Кармайн Фальконе, сказав Муни, что прежде, чем убивать копов следует спрашивать у него разрешения. Фальконе сохраняет жизни детективов, однако желает проверить новоприбывшего в Готэм Гордона на верность: он приказывает ему убить разоблачённого Кобблпотта.
Гордон инсценирует убийство Пингвина, предварительно сказав ему, никогда не возвращаться в Готэм. Якобы мёртвый Кобблпот падает в городскую реку. Джеймс направляется в поместье Уэйнов, где говорит Брюсу, что Марио Пеппер невиновен, и обещает продолжить поиски настоящего убийцы.
Освальд Кобблпотт выныривает на берег, после чего убивает сидящего рядом рыбака, и съедает его сэндвич.

## Рейтинги
Премьерный показ «Пилота» посмотрели 8,21 миллиона зрителей. Результат хоть и был сильным, но не оправдал ожиданий стать популярнейшим новым сериалом в 2014 году.

## Критика
| Источник          | Оценка  | Прим. |
| ----------------- | ------- | ----- |
| Rotten Tomatoes   | 79%     | [ 3 ] |
| The A.V. Club     | С       | [ 4 ] |
| Paste Magazine    | 7.0     | [ 5 ] |
| TV Fanatic        | 3,5 / 5 | [ 6 ] |
| IGN               | 7 / 10  | [ 7 ] |
| Den of Geek       | 3 / 5   | [ 8 ] |
| New York Magazine | 2 / 5   | [ 9 ] |

Эпизод был хорошо принят критиками. На Rotten Tomatoes «Пилот» получил рейтинг в 79%, основанный на 24 рецензиях. Мэтт Фаулер из IGN назвал эпизод «хорошим» и оценил его в 7 из 10.